# Chgrp
chgrp — утиліта UNIX. Може використовуватися непривілейованими користувачами для зміни групи файлів. На відміну від команди chown, chgrp дозволяє рядовим користувачам змінювати групи, але тільки ті, членами яких вони є.
ІМ'Яchgrp — змінити групу файлів
ОГЛЯДchgrp [опції] група файл.
опції POSIX: [-R] [--]
опції з чернетки стандарту («Austin»): [-hHLPR]
вказівка групи в стилі GNU: [--reference=rfile]
опції GNU (коротка форма): [-cfvR] [--help] [--version]
ОПИСchgrp змінює групу кожного заданого файлу на групу, яка може бути представлена як ім'ям групи, так і її числовим ідентифікатором (GID).
ОПЦІЇ POSIX
-RРекурсивна зміна групи для каталогів і їхнього вмісту.  Помилки, що виникають, не припиняють роботи команди.
--Завершує список опцій.
ОПЦІЇ З ЧЕРНЕТКИ СТАНДАРТУ AUSTIN
-hДля кожного аргументу, який є символьним посиланням, змінити групу саме цього посилання, а не об'єкта, на який він указує. Якщо система не підтримує групи для символьних посилань, то нічого не робити.
-H (напів-логічний метод)(Використовується спільно з -R.) Для кожного аргументу, який є символьним посиланням на каталог, змінити групу самого каталогу і всіх файлів в ієрархії цього каталогу.
-L (логічний метод)(Використовується спільно з -R.) Для кожного файлу, чи вказаного в командному рядку, або зустрінутого при обході дерева каталогів, якщо цей файл є символьним посиланням на каталог, змінити групу самого цього каталогу і всіх файлів в ієрархії цього каталогу.
-P (фізичний метод)(Використовується спільно з -R.) Для кожного файлу, чи вказаного в командному рядку, або зустрінутого при обході дерева каталогів, якщо цей файл є символьним посиланням, змінити групу саме цього посилання, а не об'єкта, на який вона указує. Якщо система не підтримує групи для символьних посилань, то нічого не робити. Це поведінка за умовчанням.
-RРекурсивно змінити групу каталогів і їх вмісту.
ДОДАТКОВІ ВЛАСТИВОСТІ ВЕРСІЇ GNUРозширення GNU (починаючи з GNU fileutils−4.0) дозволяє використовувати --reference=rfile як визначення групи: та ж група, що і у rfile.
ОПЦІЇ GNU
-c --changesДетально описувати дії для кожного файлу, чия група дійсно змінюється.
-f --silent, --quietНе видавати повідомлення про помилку для файлів, чия група не може бути змінена.
-h --no-dereferenceПрацювати з самими символьними посиланнями, а не з файлами, на які вони указують. Дана опція доступна тільки якщо є системний виклик lchown.
-v --verboseДетально описувати дію або відсутність дії для кожного файлу.
-R --recursiveРекурсивна зміна групи для каталогів і всього їхнього вмісту.
СТАНДАРТНІ ОПЦІЇ GNU
--helpВидати підказку на стандартний вивод і успішно завершитися.
--versionВидати інформацію про версію на стандартний вивід і успішно завершитися.
ОТОЧЕННЯПри роботі звичайним способом використовуються змінні LANG, LC_ALL, LC_CTYPE і LC_MESSAGES. Системи, відповідні стандарту XSI, використовують NLSPATH звичайним способом.
ВІДПОВІДНІСТЬ СТАНДАРТАМPOSIX 1003.2 вимагає тільки наявність -R. Використання інших опцій може виявитися не переносним.